# Freddy's Nightmares
Freddy's Nightmares (Freddy's Nightmares: A Nightmare on Elm Street: The Series) è una serie televisiva statunitense prodotta dalla New Line Television. Nata nel 1988, la serie è uno spin-off della nota saga di Nightmare, che vedeva come protagonista il famigerato Freddy Krueger, iconico personaggio nato dalla penna di Wes Craven. Della serie sono state girate due stagioni, per un totale di 44 episodi.

## Trama
La funzione narrativa svolta dal personaggio di Freddy è quella del narratore, secondo un'idea di serie pressoché simile a quella di Alfred Hitchcock presenta, o de I racconti della cripta. 
Gli episodi non sono strettamente collegati tra loro: sono presenti citazioni di personaggi o eventi accaduti in altre puntate, e l'ambientazione è la zona d'azione di Freddy, ovvero Springwood, una piccola cittadina nello Ohio. Sintetizzando la serie, si può dire che in ogni puntata i protagonisti affrontano le loro paure e le loro ansie più profonde attraverso gli incubi, ma poiché essi sono sotto la sfera di influenza onirica di Freddy, finiscono col morire; nel caso essi invece abbiano sentito parlare di Freddy Krueger, anziché avere incubi con protagoniste le loro paure, si trovano ad essere, sempre nei sogni, prede dirette del serial killer stesso. Spesso sono suddivisi in due storie. Il villain appare in pochi episodi e in una puntata tutta sua.

## Produzione
Prodotta da Gilbert Adler (produttore anche de I racconti della cripta), la serie vanta tra i suoi registi diversi nomi noti nel campo dell'horror. Ad esempio, regista dell'episodio pilota è  Tobe Hooper (Non aprite quella porta). Abbiamo poi Mick Garris (Critters 2), John Lafia (La bambola assassina 2), Tom Mcloughlin (Venerdì 13 parte VI - Jason vive), Ken Wiederhorn (Il ritorno dei morti viventi 2), Dwight H. Little (Halloween 4 - Il ritorno di Michael Myers), ed anche lo stesso Robert Englund (storico interprete di Freddy Krueger). 
Visti i vincoli di budget vennero scelti attori sconosciuti, alcuni dei quali sarebbero diventati noti in seguito (tra questi, Brad Pitt).
Negli Stati Uniti, a seguito di proteste da parte di alcuni genitori che accusavano la serie, ritenendola la causa dell'insonnia a degli incubi dei figli, la produzione "corse ai ripari" aprendo ogni episodio con la scritta Tutti coloro che rimarranno uccisi nel corso dell'episodio sono maggiorenni.

## Distribuzione

### Trasmissione televisiva
In Italia 16 episodi vennero pubblicati (distribuiti a coppia in 8 VHS) prima dell'effettiva messa in onda. Quando la serie fu trasmessa per intero su Italia 1 (ed in seguito in replica su alcuni canali come 7 Gold ed Odeon TV), gli episodi vennero completamente ridoppiati. La seconda stagione è rimasta invece del tutto inedita in Italia fino al 1997/98, quando venne programmata in prima visione da Italia 1 nel corso di alcune maratone notturne.

#### Edizioni Home video
Se si escludono le sopraccitate 8 VHS, contenenti due episodi ciascuna, in Italia la serie non è mai stata distribuita in Home video per intero.
Ecco in dettaglio le VHS distribuite dalla Panarecord (sia in edizione noleggio che vendita con differenti copertine). Tra parentesi sono indicati gli episodi che contengono:
- Istinto omicida (No More Mr. Nice Guy + Killer Istinct);
- La vendetta brucia (Mother's Day + Sister's Keeper);
- Saturday night special horror (Saturday Night Special + Judy Miller Come on Down);
- Il diavolo bussa alla porta (Do Dreams Bleed + The End of the World);
- Gocce di sangue sull'abito nuziale (Rebel Without a Car + the Bride Wore Red);
- Sulle ali della paura (School Daze + Cabin Fever);
- La frontiera della morte (Black Tickets + Deadline);
- Una passeggiata nel terrore (It's a Miserable Life + The Art of Death).

## Episodi
| Stagione         | Episodi | Prima TV originale | Prima TV Italia |
| ---------------- | ------- | ------------------ | --------------- |
| Prima stagione   | 22      | 1988-1989          | 1993            |
| Seconda stagione | 22      | 1989-1990          | 1997-1998       |